# Верх-Уни
Верх-Уни́ (удм. Чуривыл) — село в Юкаменском районе Удмуртии. Административный центр Верх-Унинского сельского поселения.

## География
Село находится вблизи от берега реки Уни. Абсолютная высота — 210 м над уровнем моря.

### Часовой пояс
Село Верх-Уни, как и вся Удмуртская Республика, находится в часовой зоне МСК+1. Смещение применяемого времени относительно UTC составляет +4:00.

## Население
| 2007 | 2010 | 2012 |
| ---- | ---- | ---- |
| 386  | ↘317 | ↘301 |

## Улицы
| - пер. Животноводов, - ул. Молодёжная, - ул. Подлесная, - ул. Полевая, | - ул. Советская, - ул. Сосновая, - ул. Чуринская, - ул. Школьная. |

## Инфраструктура
В селе функционируют дошкольное учреждение и средняя школа.